# موج‌های مکانیکی

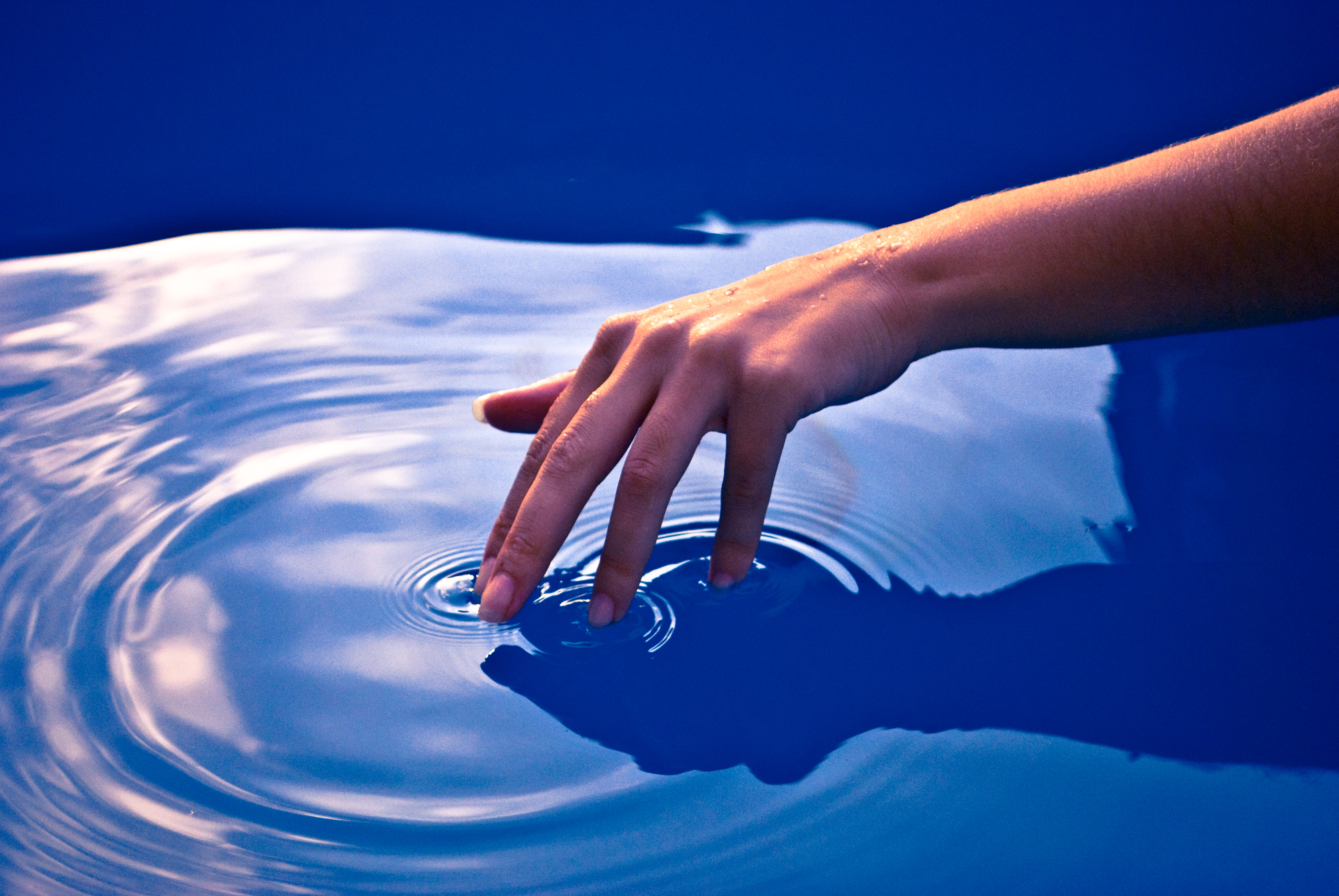
موجک در آب، یک موج سطحی می‌باشد.

موج‌های مکانیکی، موج‌هایی‌اند که آن‌ها را در محیط‌های ترادیسی‌پذیر یا کشسان محدود می‌کنیم. این موج‌ها از تغییر مکان بخشی از یک محیط کشسان نسبت به وضعیت عادی‌اش ناشی می‌شوند که این امر، موجب نوسان آن بخش حول وضعیت تعادل می‌شود. به‌علت خاصیت‌های کشسانی محیط، این آشفتگی از لایه‌ای به لایه دیگر منتقل می‌شود؛ در نتیجه موج، در محیط پیش می‌رود. از جمله موج‌های مکانیکی می‌توان به «موج صوتی» اشاره کرد.
حرکت موجی تقریباً در هر شاخه از علم فیزیک ظاهر می‌شود. به عنوان مثال، موج‌های آب، نمونهٔ بسیار آشنایی از موج‌ها هستند که همه با آن آشنا می‌باشند. موج‌ها انواع گوناگونی دارند، که از آن‌ها می‌توان به «موج‌های صوتی»، «موج‌های رادیویی»، «موج‌های نورانی» یا سایر «موج‌های الکترومغناطیسی» اشاره کرد. موج‌ها و در حالت کلی، حرکت موجی، به حدی اهمیت دارند که یکی از فرمول‌بندی‌های مکانیک اتم‌ها و ذره‌های زیراتمی، «مکانیک موجی» نام دارد.
اما در میان موج‌های گوناگون، موج‌های مکانیکی، گروه بزرگی از موج‌ها می‌باشند که برای انتقال و حرکتشان نیاز به یک محیط کشسان و ترادیسی‌پذیر داریم. در واقع حرکت موجی را می‌توان به صورت آشفتگی‌هایی که در محیط منظور حرکت می‌کنند، ملاحظه کرد. به عنوان مثال، مشاهدهٔ اشیای کوچک شناوری مانند یک قطعه چوب روی موج‌های آب می‌نمایاند که حرکت واقعی بخش‌های گوناگون آب، جابجایی اندکی‌است که به بالا و پایین و به عقب و جلو صورت می‌گیرد.
حرکت موجی، یک وسیلهٔ انتقال انرژی است. با حرکت موجی می‌توان انرژی را تا مسافت‌های بسیار زیادی پیش فرستاد. انرژی در موج‌ها همان انرژی جنبشی و اندرتوان ماده است؛ ولی انتقال انرژی بر اثر دست به دست شدن موج از بخشی از ماده به بخش دیگر آن صورت می‌گیرد، نه در نتیجهٔ حرکت بلندبُرد خود ماده. موج‌های مکانیکی، با انتقال انرژی توسط انتشار آشفتگی در مادّه مشخص می‌شوند. بدون آنکه با حرکت کلی خود ماده همراه باشند.

## مقایسهٔ موج‌های مکانیکی و موج‌های الکترومغناطیسی
برای انتقال موج‌های مکانیکی، محیط مادی لازم‌است؛ اما برای گذر موج‌های الکترومغناطیسی، به چنین محیطی نیاز نیست. به عنوان مثال، نور ستارگان می‌تواند از فضای تقریباً تهی آزادانه بگذرد. تمام محیط‌های مادی مانند هوا، آب و فولاد، دارای خاصیت‌های کشسانی می‌باشند و لذا می‌توانند موج‌های مکانیکی را انتقال دهند. خاصیت کشسانی محیط، باعث می‌شود که هر جزئی از محیط که از وضعیت تعادلش جابجا شده باشد، نیروهای بازگرداننده ایجاد کنند و لختی، تعیین می‌کند که واکنش این جزء جابجا شده در برابر نیروهای بازگرداننده چگونه باشد.

## طبقه‌بندی موج‌های مکانیکی
انواع گوناگون موج‌های مکانیکی را می‌توان با در نظر گرفتن چگونگی رابطهٔ میان حرکت‌های ذره‌های ماده با جهت انتشار خود موج‌ها، از هم تمیز داد. اگر حرکت ذره‌های مادهٔ حامل موج، بر جهت انتشار موج عمود باشد، در اینصورت، موج حاصل را «موج عرضی» می‌نامند؛ مثلاً اگر انتهای یک ریسمان قائم تحت کشش را به عقب و جلو به نوسان درآوریم، یک موج عرضی در طول آن به راه می‌افتد. این آشفتگی، در طول ریسمان پیش می‌رود، ولی جهت ارتعاش ذره‌های ریسمان، بر جهت انتشار آشفتگی عمود است.
از سوی دیگر، هرگاه جابجایی ذره‌های حامل موج مکانیکی، در جهت انتشار انجام گیرد، یک «موج طولی» خواهیم داشت؛ مثلاً هرگاه انتهای یک فنر قائم کشیده‌شده را بسوی بالا و پایین به نوسان درآوریم، یک موج طولی در طول فنر به راه می‌افتد و حلقه‌های فنر در جهتی که این آشفتگی در طول فنر می‌پیماید، بسوی بالا و پایین ارتعاش خواهند کرد. موج صوتی، نمونه‌ای از موج‌های مکانیکی طولی است.
لازم به ذکر است که برخی موج‌ها نه طولی و نه عرضی می‌باشند؛ مثلاً در مورد موج‌های روی سطح آب، ذره‌های آب هم به‌سوی بالا و هم به‌سوی پایین و هم به جلو و عقب حرکت می‌کنند و ضمن حرکت موج‌های آب، این ذره‌ها مسیرهای بیضی‌شکل را می‌پیمایند.

## طبقه‌بندی موج‌ها براساس شکل جبهه‌موج
جبهه ‌موج به عنوان سطحی تعریف می‌شود که در لحظه‌ای معین، تمام نقطه‌های واقع بر آن سطح، دارای آشفتگی مشابه می‌باشند. با توجه به نوع موج، جبهه‌موج می‌تواند شکل‌های گوناگون داشته باشد. به عنوان مثال، اگر جبهه‌موج به صورت صفحه‌های تخت موازی عمود بر جهت انتشار موج باشد، موج را «موج تخت» می‌نامند. درصورتی‌که در مورد «موج‌های کروی»، جبهه موج‌ها به صورت کره‌های هم‌مرکز خواهند بود. با دور شدن از منبع موج، انحنای جبهه موج‌های کروی کمتر می‌شود؛ چنان‌که در نقطه‌های خیلی دورتر از منبع در ناحیهٔ محدودی از فضا آن‌ها را می‌توان به صورت موج تخت در نظر گرفت.

## مشخّصه‌های موج مکانیکی
هرموج مکانیکی با دامنه، دورۀ تناوب و فاز آن کاملاً مشخص می‌شود. این کمیت‌ها در رابطه‌ای که به «معادلۀ موج» معروف‌است، به‌هم مربوط می‌شوند. معادلهٔ موج، وضعیت هر نقطه از محیط را در هرلحظهٔ دلخواه می‌نمایاند. دامنۀ موج به عنوان بیشینهٔ مقدار تغییر مکان تعریف می‌شود و دورهٔ تناوب، زمان لازم برای یک حرکت نوسانی کامل است.
اگر فاصلهٔ میان دو نقطهٔ مجاور از موج که هم‌فاز می‌باشند را به عنوان «طول‌موج» تعریف کنیم، زمان لازم برای پیمودن یک طول‌موج را دورۀ تناوب می‌نامند. معمولاً معادلهٔ موج را برحسب عدد موج و بسامد زاویه‌ای نیز بیان می‌کنند.